# Agnes Söderquist
Agnes Emilia Söderquist, född 1881, död 1969, var en svensk nykterhetskämpe, politisk agitator och skribent.
Hon var engagerad i nykterhetsrörelsen och i den socialdemokratiska kvinnorörelsen som agitator och skribent, både lokalt i Västerås och på ett nationellt plan. Hon var stadsfullmäktigeledamot i Västerås 1919–1920 och 1926–1930 för Socialdemokraterna. 

## Biografi
Söderquist föddes i en statarstuga på godset Brunsholm utanför Enköping, där hennes far arbetade som statardräng på godset. Familjen flyttade sedan till Västerås, där fadern var vaktmästare i ett hus där familjen var de enda fattiga personerna. 
Hon var redan som barn med sin familj verksam inom IOGT (nuvarande IOGT-NTO) i Västerås. Söderquist utbildade sig till sömmerska. Hon gifte sig 1902 med lokföraren Rickard Söderquist. 
Hon blev tillsammans med maken medlem i Västerås socialdemokratiska arbetarekommun 1903. Hon gick med i Västerås socialdemokratiska kvinnoklubb, där hon var ordförande flera gånger mellan 1907 och 1929; hon bildade Västmanlands socialdemokratiska kvinnodistrikt där hon var ordförande flera gånger 1919–1939, och satt i Socialdemokratiska kvinnoförbundets styrelse. Söderquist blev förbundets första studieledare, och gjorde många agitationsresor runt landet fram till 1948. Hon bidrog ofta med artiklar i Morgonbris, särskilt under 1920-talet. 
Genom engagemanget i Socialdemokratiska kvinnoförbundets styrelse fick Agnes Söderquist som distriktets delegat år 1934 följa med på det Socialdemokratiska kvinnoförbundets tidning Morgonbris tio dagar långa resa till Sovjetunionen. Bland de 39 deltagarna fanns Hulda Flood, Elin Wägner och Morgonbris redaktör Kaj Andersson.
Hon försökte ofta få kvinnor inom föreningslivet att inte bara delta genom att passivt bidra med mat och dryck, utan att delta fullt ut och uppnå politiska positioner. 